# Intervención francesa en Odesa y Crimea
La intervención francesa en Odesa y Crimea tuvo lugar entre finales de 1918 y principios de 1919. Escasa de fuerzas y de simpatías entre la población de la región, supuso un fracaso que acabó con la evacuación del territorio en abril de 1919.
Las fuerzas capitaneadas por Francia desembarcaron en Ucrania en diciembre de 1917. Escasas de personal, de oficiales y de pertrechos, desmoralizadas y receptivas a la propaganda bolchevique, pronto tuvieron que abandonar el plan ofensivo inicial y adoptar una estrategia defensiva ante las fuerzas bolcheviques. Gracias a la llegada de refuerzos a lo largo de diciembre de 1918 y enero de 1919, los Aliados lograron tomar en control de diversas ciudades en Ucrania y Crimea: Jersón, Mykolaiv, Sebastopol y Tiraspol, algunas cedidas por acuerdo por el Directorio de Ucrania.
Con tropas escasas y desmoralizadas, contrarias a arriesgar la vida en Rusia por una causa que no comprendían, los mandos franceses vieron escaso futuro a la campaña. Las fuerzas bolcheviques parecían numerosas, bien mandadas y respaldadas por la población que recibió, por el contrario, con hostilidad a las de la Entente. Las antibolcheviques, por su parte, fueron incapaces de forjar una alianza, separadas por profundas diferencias que causaron frustración a los franceses. Las derrotas en Jersón y Mykolaiv en marzo convencieron a los mandos franceses de la conveniencia de llegar a un acuerdo con las autoridades bolcheviques y poner fin a la expedición. Este se aprobó a finales de marzo y se llevó a cabo a comienzos del mes siguiente. El atamán Nikífor Grigóriev, formalmente sometido al mando bolchevique de Vladímir Antónov-Ovséyenko, había logrado expulsar a las fuerzas aliadas de las ciudades costeras ocupadas a finales de 1918 y principios de 1919.

## Antecedentes

### Primeras acciones en Rusia

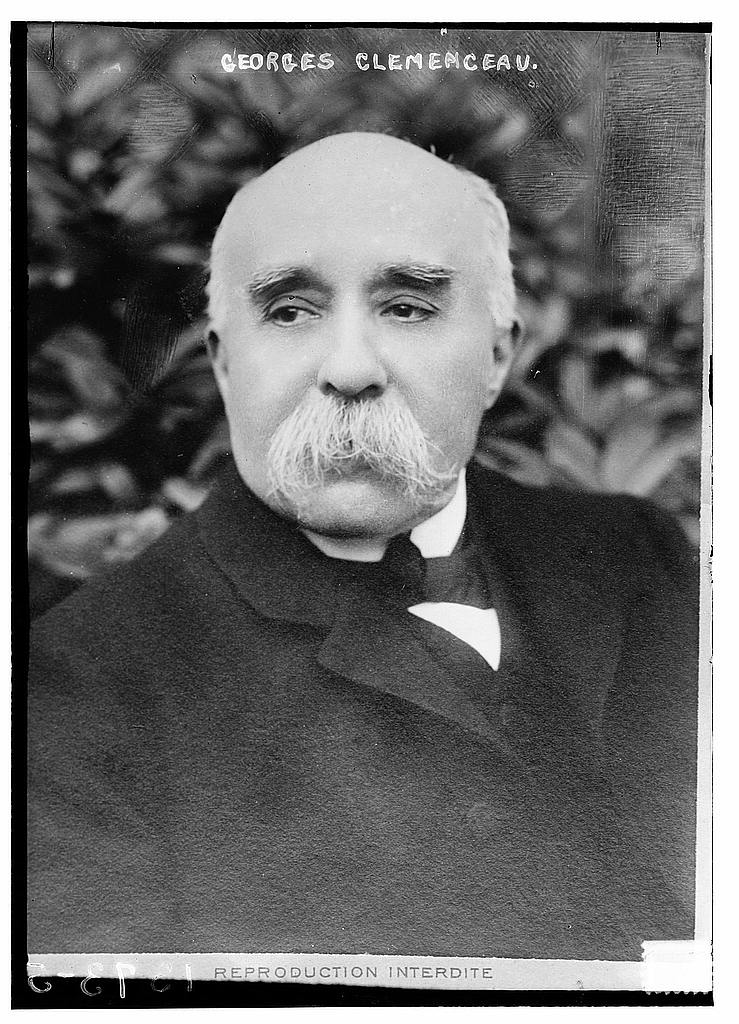
Georges Clemenceau, primer ministro francés que decidió intervenir militarmente en el guerra civil rusa en favor de las fuerzas antibolcheviques, en parte por motivos económicos.

El 23 de diciembre de 1917, los Gobiernos británico y francés habían dividido la región en zonas de operaciones: Crimea, la cuenca Donéts y Ucrania quedaron en la parte francesa. Además, el primer ministro francés, Georges Clemenceau, aprobó un crédito de cien millones de francos para financiar actividades antibolcheviques en Rusia. La idea de Clemenceau era utilizar el control de Ucrania —rica en cereal— y la industria de Donetsk para tratar de recuperar las pérdidas de los inversores franceses en Rusia una vez que el nuevo Gobierno bolchevique hubo rechazado el pago de la deuda rusa. Durante el primer año de gobierno bolchevique, la ayuda francesa a sus enemigos se limitó a financiación y el envío de algunos asesores militares. Este no era, sin embargo, el plan original de Clemenceau, que preveía el envío de varias unidades aliadas a Rusia una vez terminados los combates en los Balcanes y en Oriente Próximo. El cuerpo expedicionario aliado debía servir como núcleo aglutinador de las fuerzas antibolcheviques rusas. Estas tropas debían facilitar la instauración de un nuevo Gobierno ruso favorable a los intereses políticos y económicos de la Entente. Poco antes de la Revolución de Octubre, el alto mando francés en París había diseñado planes para intervenir en Rusia, mantener el frente oriental y evitar que zonas de interés económico estratégico cayesen en manos alemanas.
Tras la firma de la firma de la paz entre Rusia y los Imperios Centrales en marzo de 1918, el Ministerio de Exteriores francés, apoyado por su antiguo embajador en Rusia, Joseph Noulens, abogó por la ruptura total de relaciones con el Sovnarkom —no reconocido oficialmente por París como Gobierno—, mientras que los mandos militares defendían el acuerdo con Lenin para limitar el avance alemán. Noulens y el ministerio propusieron, por el contrario, sostener a los grupos antibolcheviques empeñados en el derrocamiento del Gobierno bolchevique. A finales del verano de 1918, París adoptó la posición hostil a Moscú que recomendaban sus diplomáticos. Clemenceau decidió enviar una expedición militar a Rusia, a pesar del escepticismo de los mandos militares sobre sus posibilidades de éxito.

### Planes franceses

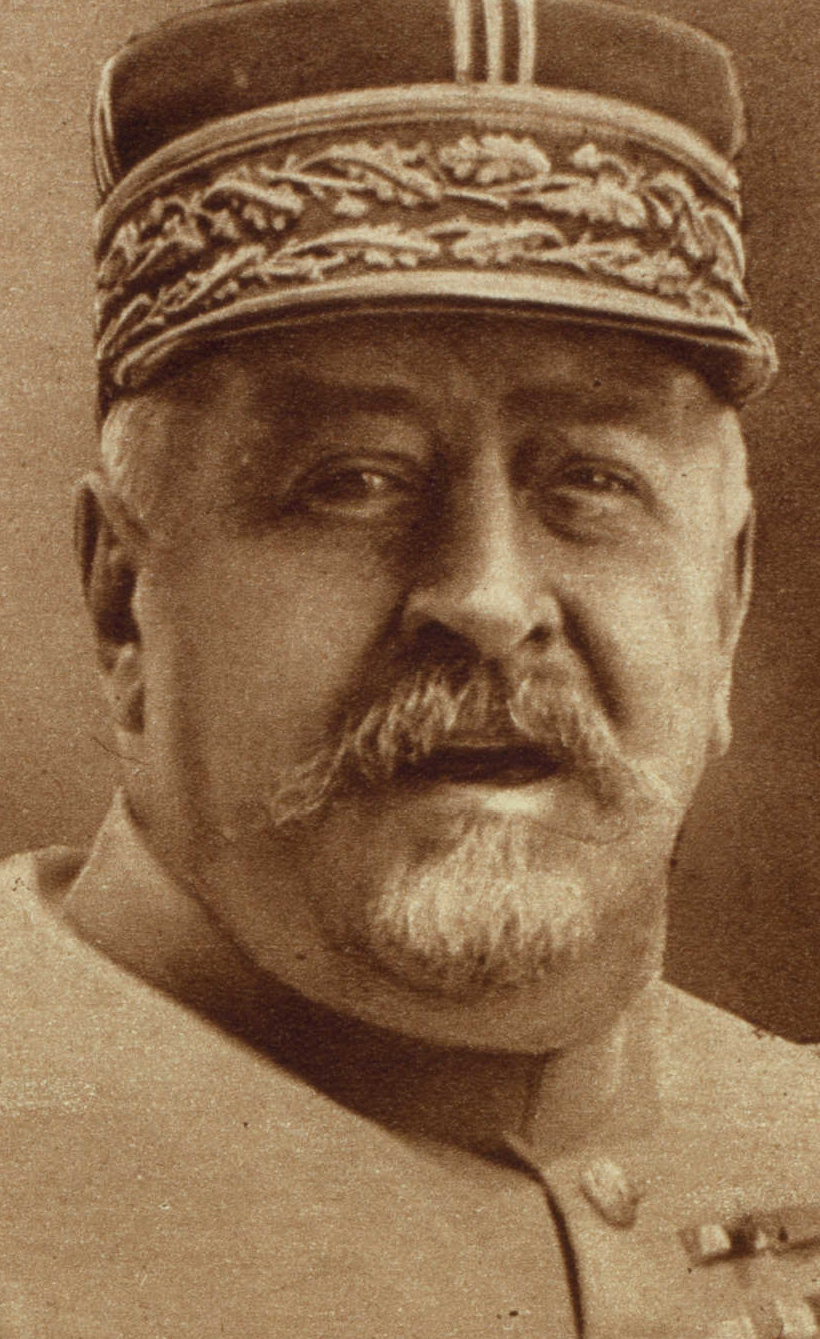
El general francés Henri Berthelot, veterano del frente oriental, quedó al mando de la intervención militar en Ucrania y Crimea. Desilusionado con sus resultados, solicitó el relevo poco antes del final de la campaña.

El primer indicio de la intención del Gobierno de París de intervenir en el sur del antiguo Imperio ruso fue el nombramiento el 7 de octubre de 1918 del general Henri Berthelot —veterano del frente oriental— al frente de una misión militar que cubría Rumanía y Ucrania. Su misión no solo era asegurarse de la retirada de las fuerzas de los Imperios Centrales de los dos territorios, sino también «llevar a cabo el cerco económico del bolchevismo y provocar su caída». Berthelot debía servirse de las unidades aliadas desplegadas en los Balcanes en una intervención militar que combinaba objetivos políticos y económicos, al estilo de las expediciones coloniales. Para calmar las suspicacias de Denikin, que consideraba a Berthelot demasiado prorrumano, y asegurar la seriedad de los planes franceses, el general francés aseguró al representante de Denikin, el general Shcherbachev, que los Aliados estaban dispuestos a emplear doce divisiones en el sur de Rusia y a colaborar con sus fuerzas en la lucha contra los bolcheviques. Estas promesas se basaban en información oficiosa que Berthelot había recibido en Francia antes de partir en su misión y resultaron exageradas, aunque alimentaron las ilusiones del Ejército de Voluntarios.
Por su parte, el general Franchet d'Espèrey, de cuyas fuerzas debían salir las de Berthelot y que se hallaba en malas relaciones con Clemenceau, criticó severamente los planes de intervención. Según Franchet d'Espèrey, las fuerzas previstas para la operación eran muy insuficientes, parte de las unidades que debían marchar al este se encontraban muy debilitadas y algunas, como las senegalesas, resistirían mal el duro clima de la región. Advirtió además del desánimo y hartazgo de la guerra que se había extendido entre algunas unidades. Pronto Berthelot comenzó a compartir el escepticismo de Franchet d'Espèrey sobre la campaña: en vez de las doce divisiones previstas, solo pudo obtener tres y una de ellas se hallaba debilitada por la extensión de la gripe en sus filas.
Tras varias semanas sin recibir más instrucciones sobre su misión, Berthelot finalmente obtuvo más información el 21 de noviembre: la operación debía ir más allá de la ocupación de Odesa y para ello contaría con tres divisiones francesas y otras tantas griegas, además de un contingente rumano que se le enviaría más tarde. Berthelot, que consideró estas fuerzas insuficientes para garantizar el éxito de la misión, sugirió la inclusión de quince regimientos rumanos, encuadrados en divisiones mixtas franco-rumanas, lo que hacía necesario el aumento de las fuerzas francesas en unos siete o nueve regimientos. Tanto las unidades de apoyo como la artillería o la financiación de estas unidades tendría que correr a cargo de Francia. En diciembre, advirtió de nuevo de la probabilidad de fracasar si las fuerzas asignadas a la campaña resultaban exiguas, opinión que compartía Franchet d'Espèrey —quien prefería armar a las fuerzas locales antibolcheviques y limitar la participación francesa al envío de asesores—. Finalmente el Gobierno francés, deseoso de desmovilizar unidades y con otras regiones a las que atender, no aprobó el plan de Berthelot, al que solo envió parte de una división francesa y algunas unidades griegas. La inclusión de estas se debió al deseo de Clemenceau de utilizar tropas aliadas en vez de francesas en lo posible y a la disponibilidad de fuerzas griegas relativamente frescas a cambio de promesas del trato favorable a las reclamaciones territoriales griegas en la Conferencia de Paz de París.
En efecto, las autoridades griegas prometieron la participación de cuarenta y dos mil hombres, encuadrados en tres divisiones del I Cuerpo de Ejército, aunque solo dos de ellas —la 2.ª y la 13.ª— se desplegaron finalmente en territorio ucraniano. A las tropas de tierra, se unió una escuadra aliada formada por buques franceses, británicos y griegos.

### Situación de la región en vísperas de la intervención
En noviembre de 1918, la 7.ª División alemana llegó a Odesa —ciudad con gran mezcla de población, apenas un quinto ucraniana y con gran cantidad de rusos y judíos— para sustituir a las fuerzas austrohúngaras que se retiraban. Pronto la unidad quedó aislada del resto del país por las fuerzas del Directorio de Ucrania, que la cercaron. Buques de guerra británicos y franceses atracaron en el puerto (17 de diciembre), pero no desembarcaron tropas. La presencia de estos barcos, sin embargo, animó a oficiales polacos y rusos a crear unidades de voluntarios. Con la llegada de fuerzas del directorio a los suburbios de la ciudad el 24 de diciembre estas unidades se refugiaron en el puerto, bajo protección aliada. La ciudad quedó en manos de las unidades de Petliura, que mantenían una tregua precaria con los seguidores de Denikin.

## Ocupación de Odesa y extensión por la costa

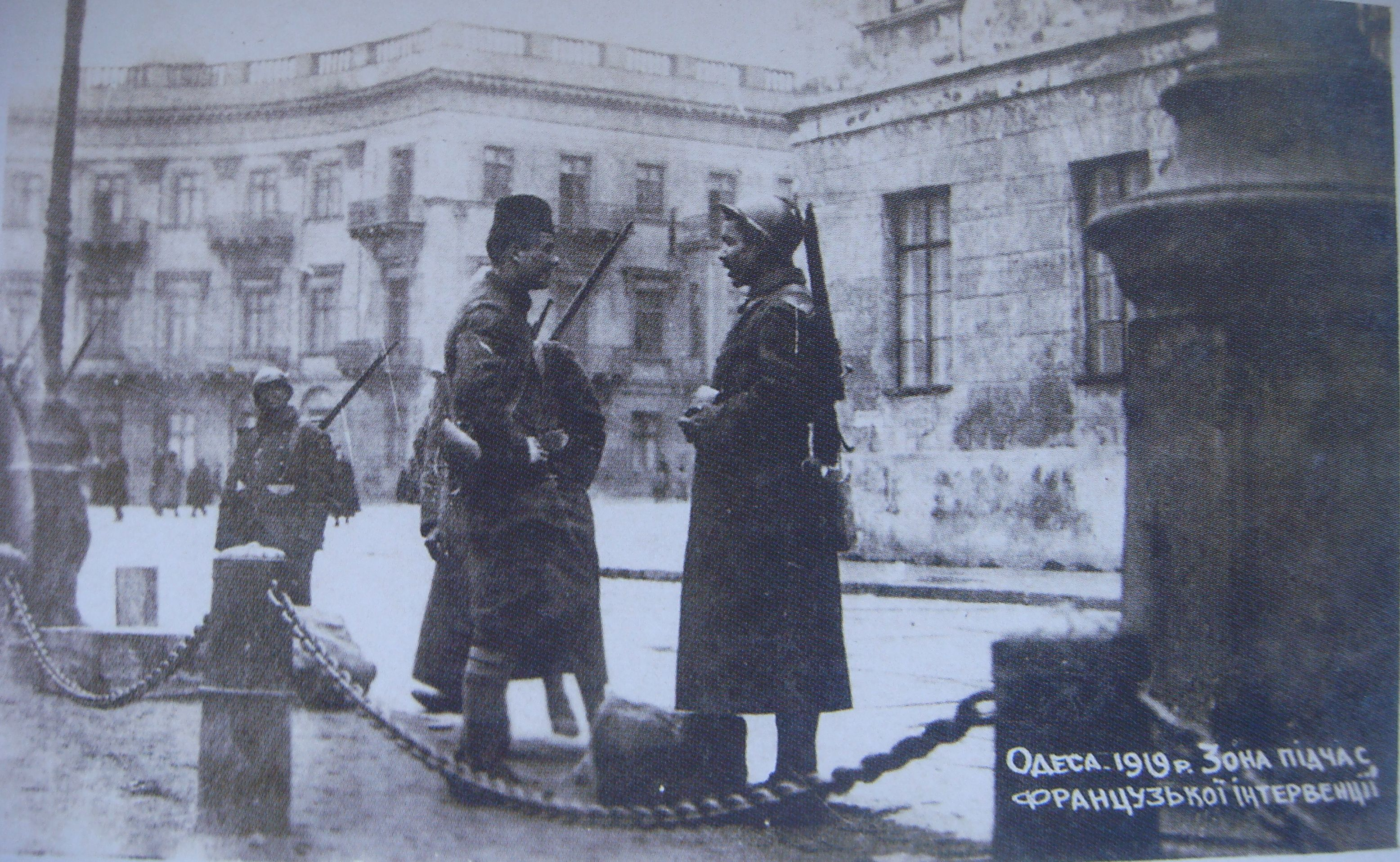
Soldados franceses desplegados en Odesa.

Un cuerpo expedicionario francés desembarcó en la ciudad una semana más tarde de la llegada de las unidades del directorio y, con ayuda de los oficiales polacos y rusos y tras duros combates, las expulsó de la ciudad. Los alemanes se mantuvieron neutrales en el conflicto, mientras trataban con relativo éxito de abandonar la ciudad. La 15.ª División alemana destacada en Mykolaiv se encontraba en una situación similar a la 7.ª atrapada en Odesa.
El objetivo inicial del Gobierno francés era lograr la derrota militar de los bolcheviques y hacerse a la vez con una zona de influencia en la zona que pudiese aportarle beneficios económicos. Una vez controlada Odesa, el general Borius, al mando de las fuerzas francesas que la habían ocupado, la declaró bajo protección francesa, pero nombró al general Grishin-Almazov, representante local de Denikin, gobernador militar de la ciudad, lo que intensificó la impresión de que los franceses respaldaban a este.

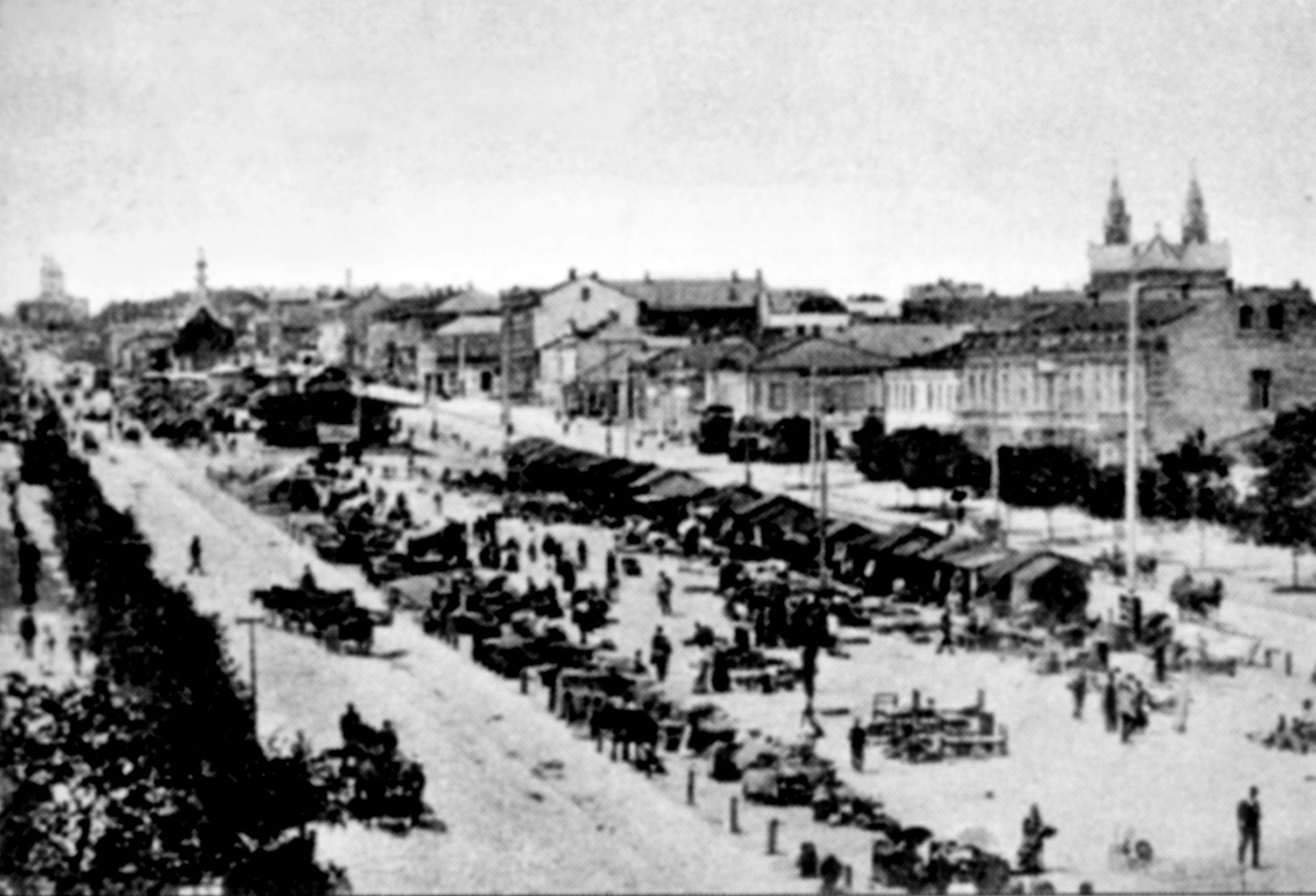
Mykolaiv a principios del. Fue una de las diversas poblaciones que el Directorio de Ucrania entregó al control militar aliado a comienzos de 1919.

Mientras contingentes polacos, rusos y rumanos se mantenían en Odesa, unidades griegas desembarcaron en Jersón. Otras unidades aliadas se desplegaron por Sebastopol el 25 de diciembre. El mando conjunto quedó en manos del general francés Philippe d'Anselme a partir de enero. Este ordenó a la 15.ª División alemana mantener el orden en Mykolaiv. Esta ciudad, junto con Tiraspol y Jersón, quedó controlada por los Aliados. D'Anselme negoció la entrega pacífica de Jersón y Mykolaiv con los delegados de Petliura. Estas conversaciones disgustaron a Denikin, a pesar de que D'Anselme le recordó que sus órdenes indicaban que debía cooperar con todas las fuerzas antibolcheviques y que los tratos con el directorio no tenían carácter político, sino únicamente militar. Las negociaciones con el directorio continuaron infructuosamente hasta febrero, cuando los bolcheviques lo expulsaron de Kiev. Este se había mostrado dispuesto a aceptar la práctica totalidad de las exigencias francesas a excepción de la dimisión de Petliura, pero esto no bastó para que se alcanzase un acuerdo entre la Entente y aquel. Además, cuanto mayor era la debilidad del directorio, menor resultaba el interés francés para pactar con él. Las conversaciones, sin embargo, habían permitido ampliar el perímetro bajo control francés en torno a Odesa y facilitar el dominio de una franja de territorio que llegaba hasta el Dniéper sin necesidad de combatir.
Sin embargo, las ciudades costeras quedaron aisladas del resto de Ucrania por las fuerzas del directorio y de los distintos atamanes. El principal, Nikífor Grigóriev, contrario al acercamiento a Francia y que había abandonado su lealtad al directorio para pasarse a los bolcheviques, controlaba el interior y los franceses y sus aliados no lograron expulsarle de sus posiciones durante las operaciones que llevaron a cabo durante el mes de febrero.

## Situación
El plan francés dependía de la colaboración de todas las fuerzas antibolcheviques en la zona, que no se logró. La hostilidad general de la población, la resistencia de los bolcheviques, los motines de sus propias tropas, la falta de suministros y la desunión de las fuerzas antibolcheviques convencieron primero a los mandos militares franceses y luego a su Gobierno de lo inconveniente de continuar la intervención militar en la región. De la intervención directa, los franceses pasaron a una estrategia de contención y de ayuda a los «blancos».
La desunión de las formaciones antibolcheviques, que ya había quedado patente en la Conferencia de Iași, volvió a hacerse evidente en Ucrania y causó gran frustración a los mandos militares franceses. Las rencillas entre los diferentes grupos, que incluían desde monárquicos hasta socialistas, impidieron la redacción de un programa político común.
Además, las relaciones entre el Ejército de Voluntarios y los mandos franceses fueron tensas. Estos lo consideraban excesivamente reaccionario, falto de simpatía popular y de fuerzas en la zona como para convertirse en el núcleo de un ejército antibolchevique. Las impresiones de diversos oficiales franceses de los partidarios de Denikin eran desfavorables: estos seguían manteniendo sus costumbres prebélicas de arrogancia e irresponsabilidad, eran una fuerza escasa y con exceso de oficiales. La percepción de los oficiales rusos del cuerpo expedicionario francés también era negativa: los mandos franceses les parecían arrogantes y criticaban sus contactos con sus rivales políticos en la región.
Asimismo, la intervención militar no recibió la simpatía de la población. Según D'Anselme, la mayoría de la población de la zona era probolchevique y hostil a sus fuerzas. El rechazo de la población hundió aún más el ánimo de las tropas aliadas. Unas unidades argelinas se negaron a embarcarse en Constanza cuando se les anunció que partían a Odesa; los mandos temían un motín de las desmoralizadas tropas. Los bolcheviques lanzaron además una intensa campaña de propaganda para minar el deseo de los soldados franceses de combatir en Rusia, ya de por sí prácticamente nulo. El pesimismo y la falta de entusiasmo por la campaña no se limitaba a las tropas, sino que afectaba también a los oficiales. A esta situación de desánimo se unió la falta de refuerzos; seis semanas después de desembarcar en Odesa, Berthelot se quejó de disponer de apenas tres mil hombres para dominar toda Ucrania. Berthelot solicitó veinte nuevas divisiones, de ellas nueve francesas «de confianza». El repudio de la izquierda francesa en la Cortes a la intervención y el rechazo de estadounidenses y británicos a desplegar grandes fuerzas como recomendó el mariscal Foch complicaban el envío de los refuerzos pedidos por Berthelot. Clemanceau tuvo que prometer en el Parlamento limitar la intervención a la ocupación de un territorio donde las fuerzas antibolcheviques podrían reagruparse, sin que por ello las fuerzas aliadas entrasen en combate con las soviéticas.

## Retirada

### Ucrania

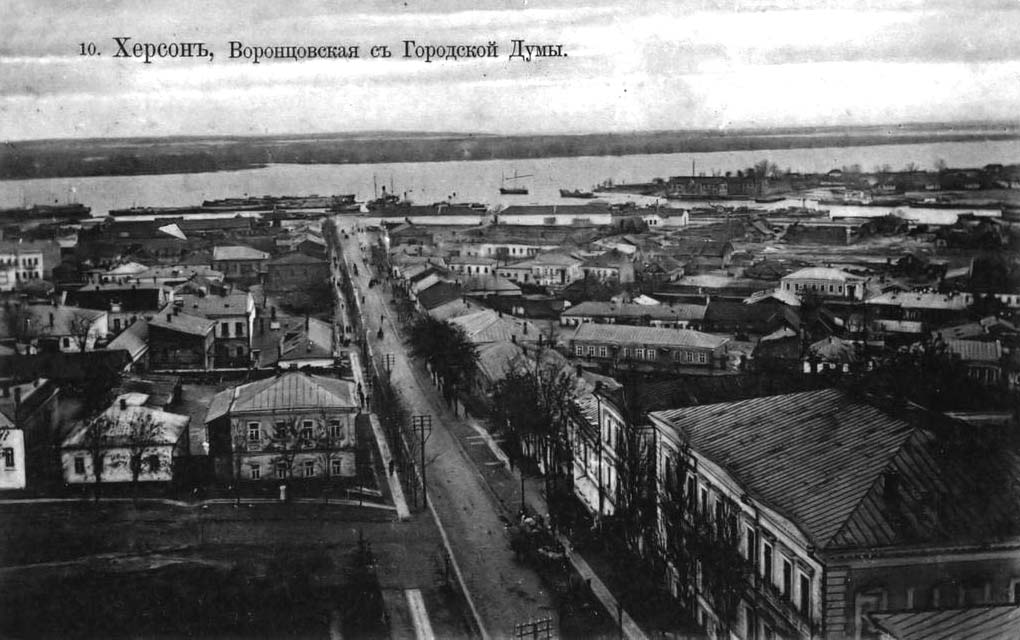
Vista de Jersón, en la desembocadura del Dniéper. Fue una de las ciudades ocupadas por los Aliados entre finales de 1918 y principios de 1919 y cayó en manos de las fuerzas del atamán Grigóriev a principios de marzo.

A finales de febrero, mientras el enviado de Berthelot solicitaba refuerzos en París, Grigóriev comenzó a avanzar hacia la costa, defendida con fuerzas insuficientes. A principios de marzo se hallaba a las puertas de las principales ciudades. En Jersón, apenas ciento cincuenta franceses, setecientos griegos y algunos oficiales rusos de valor militar dudoso defendían la ciudad. Las fuerzas de Grigóriev que rodeaban la ciudad contaban con entre diez y doce mil hombres. Por su parte, Mykolaiv contaba con la guarnición alemana de doce mil hombres, pero de lealtad dudosa a los Aliados; los soldados alemanes no tenían intención de enfrentarse a los bolcheviques en conjunción con sus antiguos enemigos.
Los reveses franceses animaron a las fuerzas de Grigóriev a asaltar Mykolaiv y Jersón —que se había negado a rendirse la noche del 1— entre el 3 y el 5 de marzo, pero un tren blindado alemán, la artillería naval francesa y las unidades griegas repelieron el embate. El 6, la llegada de dos compañías griegas permitió un contraataque aliado en Jersón y el rechazo de un nuevo asalto. Al día siguiente, sin embargo, una nueva acometida de las fuerzas de Grigóriev logró romper las defensas de la ciudad, ayudada por un levantamiento de la población. Dos compañías francesas enviadas a la ciudad para sostener la defensa el día 8 se negaron a combatir. El 9 de marzo, sin embargo, Grigóriev volvió a atacar Jersón y esta vez los defensores griegos decidieron evacuar la ciudad. Los atacantes arrebataron el tren blindado y el control de la estación de ferrocarril y del puerto; los defensores se refugiaron en la ciudadela. Gracias al bombardeo de los buques franceses y al asalto de una compañía griega, los Aliados lograron retomar el puerto y romper el cerco de la ciudadela. Esa misma noche comenzó la evacuación y al día siguiente los barcos aliados partieron de la ciudad, que quedó en manos de los sitiadores.

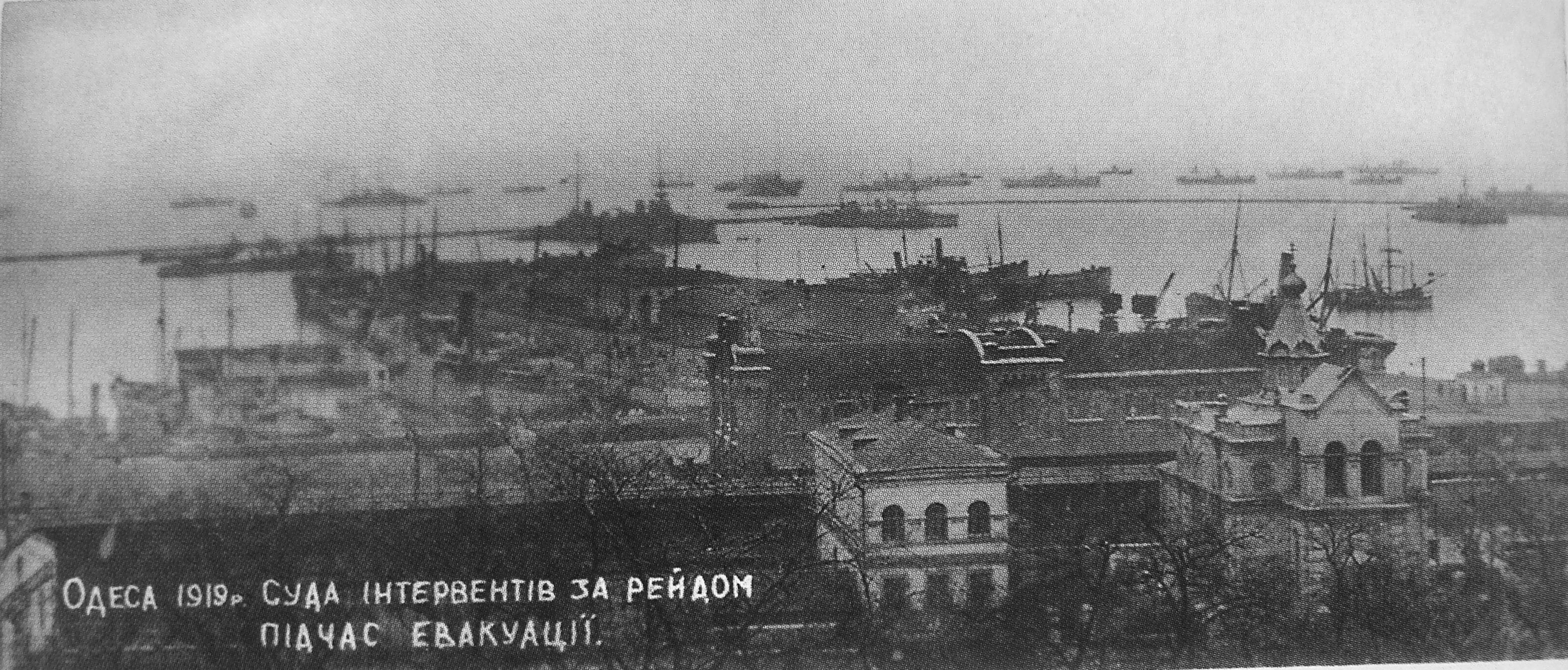
Evacuación francesa de Odesa en abril de 1919.

Capturada Jersón, Grigóriev concentró sus unidades en Mykolaiv, que no había logrado tomar el día 7. Las fuerzas defensoras, quinientos griegos y dos débiles compañías francesas, eran aún menores que las que habían sido derrotadas en Jersón. Los defensores no podían contar con la colaboración de la guarnición alemana ni con la de la población local. Incapaces de defender el perímetro de la ciudad y temerosos de sufrir un levantamiento de la población, los mandos franceses pactaron con un delegado comunista local la evacuación pacífica, que se realizó entre el 14 y el 16 del mes sin incidentes. Las tropas de Grigóriev penetraron en esta última al mismo tiempo que los alemanes —los últimos en dejar la ciudad— se embarcaban para abandonarla. Gran cantidad de armamento alemán y aliado cayó en manos de Grigóriev.
Los Aliados se concentraron entonces en la defensa de Odesa, destino de numerosos refugiados y de las crecidas fuerzas de Grigóriev. Uno detrás de otro, los principales oficiales franceses aconsejaron al Gobierno la evacuación de la ciudad. El 16 de marzo, Berthelot solicitó el relevo. Aunque Clemenceau ordenó mantener la defensa de la ciudad y D'Anselme comenzó a reforzar su perímetro el día 13, el 18 los sitiadores estrecharon el cerca al tomar Berezovka, a sesenta kilómetros al noreste. En diversos combates, las escasas fuerzas aliadas y las de los voluntarios resultaron derrotadas por las más numerosas bolcheviques. Aunque en Odesa los Aliados contaban con veinticinco mil hombres y otros cuatro mil del Ejército de Voluntarios —los primeros muy desanimados y los segundos considerados sin valor militar real—, las fuerzas de Grigóriev se estimaban en treinta o cuarenta mil hombres y se creía que los bolcheviques podían contar con el alzamiento de unos cincuenta mil obreros de la ciudad. Falta de alimentos por no controlar las zonas rurales, la crecida población de la ciudad —cerca de un millón de personas— se hallaba en penosa situación, con víveres solo para diez días y dependiente del suministro aliado por mar. Los intentos franceses de última hora de instalar un Gobierno ucrano-ruso bajo claro control de los mandos militares aliados fracasó y solo sirvió para aumentar la hostilidad de la población hacia las fuerzas ocupantes.
Franchet d’Espèrey, de visita de inspección el 20 de marzo, llegó a la conclusión, como D'Anselme, de que la retirada era inevitable. Mientras aseguraba a los Voluntarios que su intención era sostenerse en la ciudad, el 23 solicitó a París la retirada. De forma separada, los mandos franceses y griegos se prepararon para la evacuación, mientras oficialmente el mando francés seguía afirmando su intención de defenderla. Los franceses no comunicaron sus planes de retirada ni a sus aliados griegos —casi la mitad de las fuerzas de la ciudad, mientras que los franceses solo representaban un tercio— ni a los partidarios de Denikin. El 29, Clemenceau anunció a Franchet d’Espèrey que los Aliados habían aprobado la retirada.
El 1 de abril, el Gobierno de París ordenó a D'Anselme retirarse de Odesa, que cayó en manos de las escasas fuerzas de Grigóriev —unos dos mil hombres—, que capturaron gran cantidad de armamento. La evacuación se llevó a cabo entre el día 3 y el 7 de abril. Los primeros rumores sobre la marcha de los Aliados, que se extendieron el día 2, dieron lugar al pánico y a la concentración de gran número de ciudadanos en los muelles, deseosos de embarcar en los buques franceses. En total, treinta mil soldados y cincuenta mil civiles abandonaron Odesa. Los bolcheviques no interfirieron la evacuación. Parte de las fuerzas aliadas, así como otras hostiles a los bolcheviques, se retiraron por tierra hacia Besarabia, que quedó defendida temporalmente de cualquier asalto bolchevique por unidades de la 13.ª División griega, que había cubierto la retaguardia aliada durante la retirada al oeste. Denikin, informado de la retirada francesa después de que esta se produjo, acusó a los mandos franceses de cobardía y de haber abandonado la ciudad sin necesidad.

### Crimea
La situación en Crimea, donde los Aliados habían desplegado dos mil quinientos hombres a comienzos de abril, era similar a la de Ucrania. El Gobierno regional de Crimea había solicitado ayuda a Denikin, cuyas fuerzas tampoco eran bien vistas por la población. Los mandos franceses nuevamente consideraban a los cinco o seis mil Voluntarios de escaso valor como tropas.

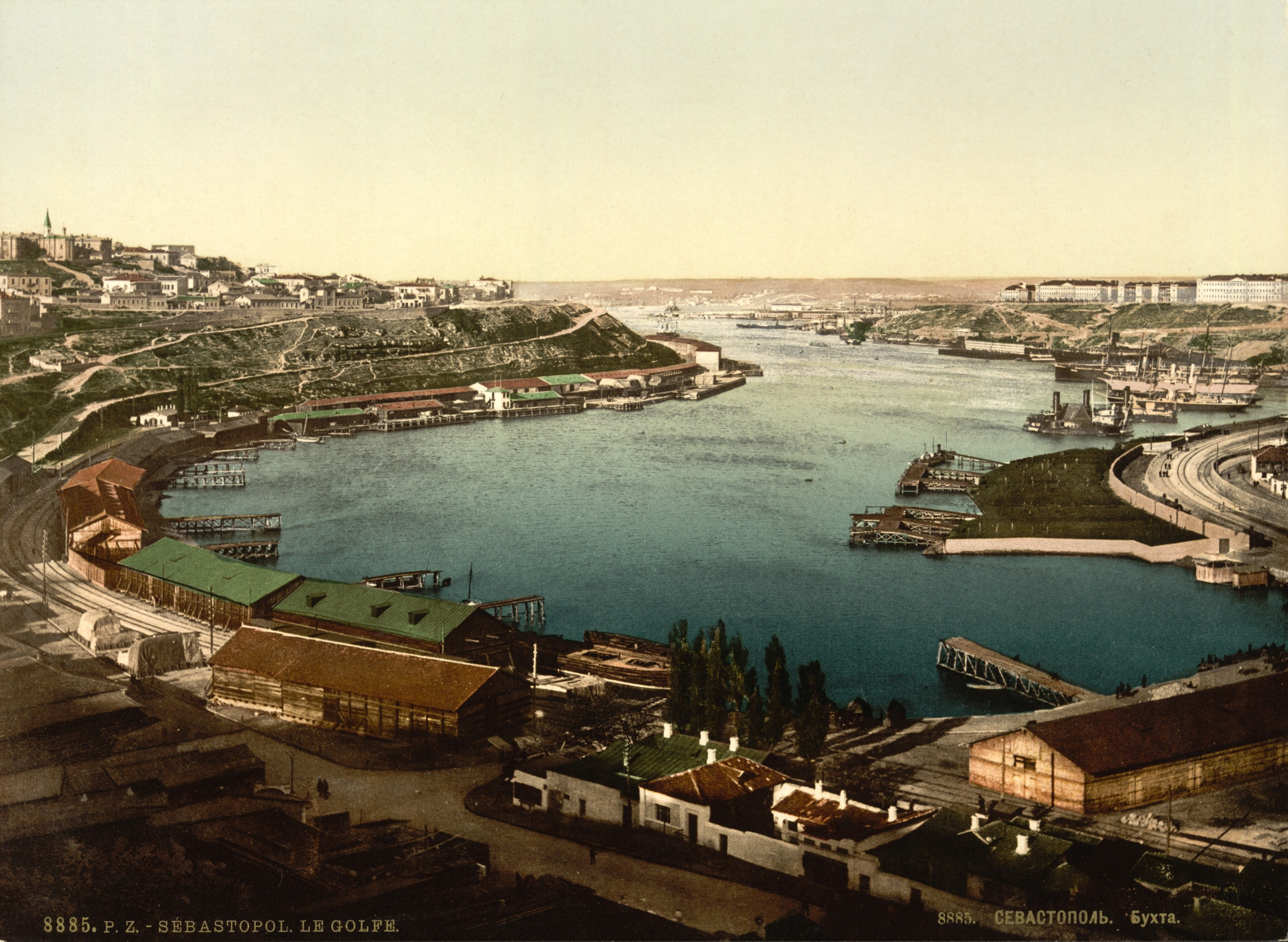
El puerto de Sebastopol a principios del siglo. Las fuerzas aliadas lo abandonaron tras pactar una tregua que facilitase la evacuación a mediados de abril, una vez que las fuerzas locales se mostraron incapaces de defender la península de Crimea de las fuerzas bolcheviques.

A mediados de mes y gracias a la llegada de refuerzos destinados originalmente a la defensa de Odesa, los Aliados contaban con cinco mil hombres, entre ellos dos mil griegos con escaso deseo de continuar combatiendo según los mandos franceses. Fueron, sin embargo, las unidades griegas de la 13.ª División las encargadas de sofocar los alzamientos obreros en Sebastopol, que contaron con el apoyo de soldados franceses amotinados. Las tropas francesas, muchas de ellas coloniales, tampoco mostraban gran entusiasmo por la campaña y hubo incidentes tanto en Crimea como en Constanza.
El 3 de abril, las fuerzas bolcheviques penetraron en la península tras vencer la escasa resistencia de los Voluntarios. El 8, el gobierno crimeo tuvo que evacuar su capital, Simferópol. El 14 los bolcheviques alcanzaron Sebastopol, donde los mandos franceses y rusos mantenían tensas relaciones. El 16 la artillería naval francesa rechazó un asalto a la ciudad y permitió la firma al día siguiente de una tregua que debía durar hasta el 25. Durante la tregua, se prepararía la evacuación y se entregaría el gobierno de la ciudad a los sóviets locales. Nuevamente, la escasez de tropas para la defensa, la hostilidad del grueso de la población y la baja moral de los soldados aconsejaban la retirada.
Aprobada ya la retirada por París, estallaron motines en barcos franceses atracados en el puerto el 19, el mismo día que la administración debía pasar a manos de los sóviets según el acuerdo de tregua del día 17. Los amotinados exigían su regreso a Francia y el fin de la intervención militar y al día siguiente algunos participaron en una gran manifestación a favor del Gobierno soviético. El mando naval francés envió tropas a tierra que dispararon a la multitud, causando dos muertos y una decena de heridos. Al día siguiente, se pactó la marcha inmediata a Francia de los barcos, que comenzó el 23. El 21 Franchet d’Espèrey ordenó finalmente la evacuación, que terminó el 28, tras una prórroga de la tregua. La estrategia antibolchevique francesa pasó de la intervención militar a la instauración de un «cordón sanitario» de países hostiles al comunismo.